# Azorean Refugee Act
Azorean Refugee Act of 1958, Pastore-Kennedy Act of 1958 ou oficialmente Public Law 85-892, é designação pela qual ficou conhecida a legislação aprovada pelo Congresso dos Estados Unidos da América facilitadora da emigração de açorianos para aquele país na sequência da erupção do vulcão dos Capelinhos. A legislação resultou de uma proposta conjunta dos senadores federais do Partido Democrata John O. Pastore (de Rhode Island) e John F. Kennedy (de Massachusetts), daí a designação pela qual ficou conhecido aquele diploma.
Na sequência do alvitre levantado em East Providence (Rhode Island) pelo deputado estadual Joseph Perry Jr, filho de uma
faialense e de um picoense, a proposta inicial foi apresentada no Congresso a 4 de Junho de 1958 pelo Senador John Orlando Pastore, um democrata de origem ítalo-americana de Rhode Island, estado de que havia sido Governador. Três semanas depois a proposta teve o apoio público do Senador John F. Kennedy, que então já preparava a arrancada que o levaria à candidatura presidencial de 1960, a que se seguiram diversos outros membros do Congresso, particularmente aqueles que representavam áreas onde a presença açoriana já era significativa.
O diploma permitia a concessão de 1 500 vistos destinados a chefes de família da ilha do Faial que emigrassem até 30 de Junho de 1960, mas uma emenda introduzida posteriormente alargou o número de vistos para 2 000, estendendo o prazo até Junho de 1962. Em consequência directa do diploma, entre 1958 e 1965 perto de 2 500 famílias imigraram do Faial e Pico, num total de cerca de 12 000 pessoas, das quais 4 811 directamente ao abrigo da norma. Devido ao mecanismo de reunificação familiar, as cartas de chamada, esta emigração inicial teve um efeito multiplicador gigantesco, estendendo-se a emigração a todas as ilhas e levando a que nas décadas seguintes mais de 175 000 açorianos (mais de 30% da população) partiram para os Estados Unidos.